# Reventin-Vaugris
Reventin-Vaugris is een gemeente in het Franse departement Isère (regio Auvergne-Rhône-Alpes). De plaats maakt deel uit van het arrondissement Vienne. Reventin-Vaugris telde op 1 januari 2022 2.042 inwoners. 

## Geografie
De oppervlakte van Reventin-Vaugris bedroeg op 1 januari 2022 18,4 vierkante kilometer; de bevolkingsdichtheid was toen 111 inwoners per km².

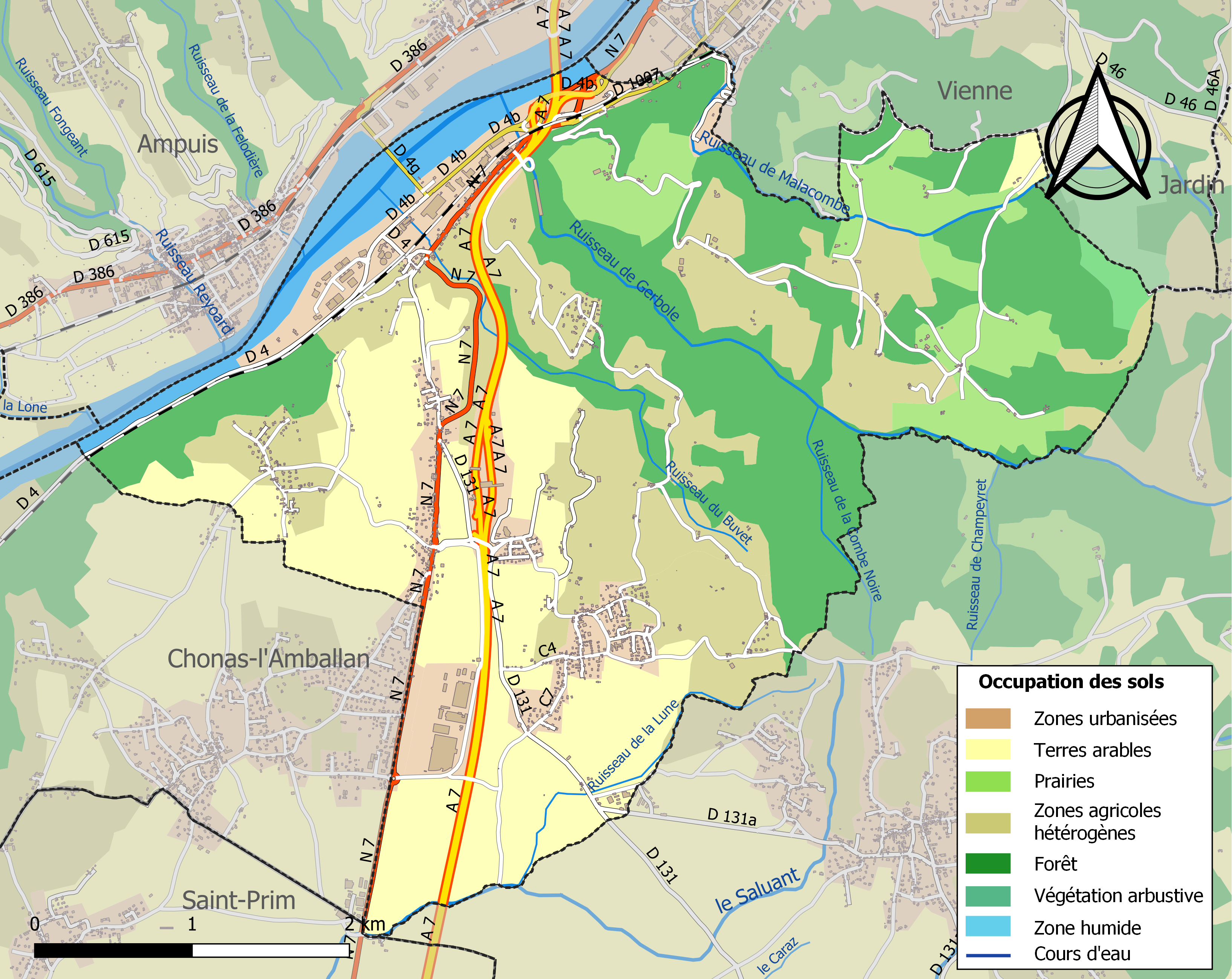
Kaart van de gemeente met de belangrijkste infrastructuur, bodemgebruik en omliggende gemeenten

## Demografie
Onderstaande figuur toont het verloop van het inwonertal (bron: INSEE-tellingen).